# Patsy Ruth Miller

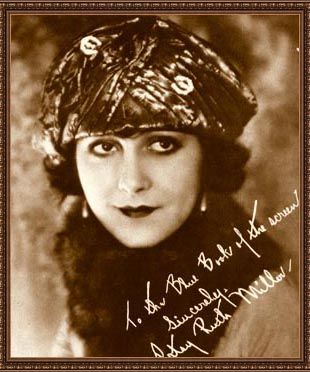
Patsy Ruth Miller (1923)

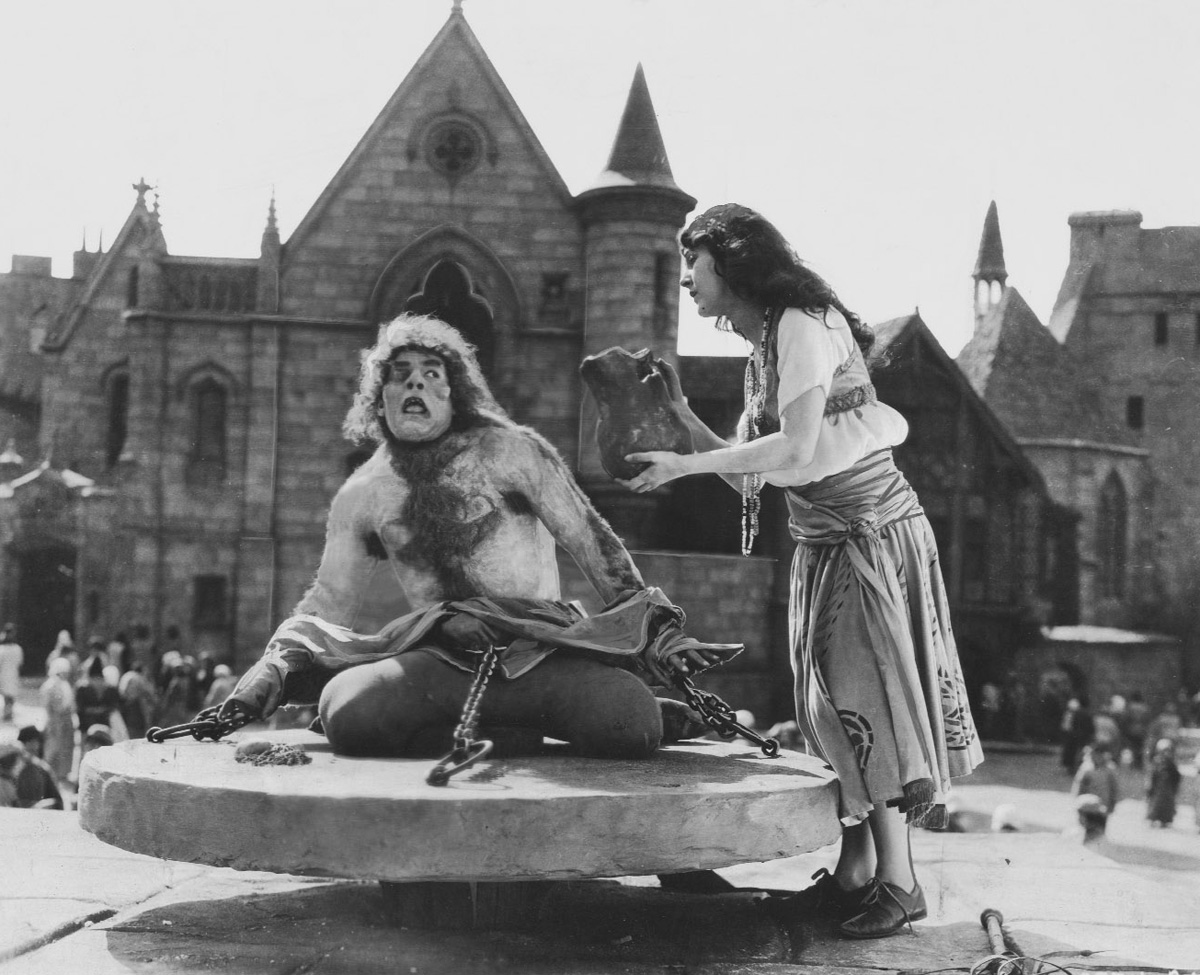
Lon Chaney und Miller in einer Szene aus Der Glöckner von Notre Dame

Patsy Ruth Miller (* 17. Januar 1904 in St. Louis; † 16. Juli 1995 in Palm Desert) war eine US-amerikanische Schauspielerin.

## Leben und Wirken
Sie war die Tochter von Oscar Winston Miller (1875–1939) und Sadye Loewen Miller (1880–1928). Ihr jüngerer Bruder war der  Stummfilmschauspieler, Drehbuchautor und Fernsehproduzent Winston Miller.
Miller, Star der Stummfilm-Ära, wirkte in über 70 Filmen mit. Unter anderem spielte sie an der Seite von Rudolph Valentino und Lon Chaney. 1922 wurde sie als vielversprechender Jungstar unter die WAMPAS Baby Stars des Jahres gewählt. Die wohl wichtigste Rolle Millers war die des tanzenden Zigeunermädchens Esmeralda in Der Glöckner von Notre-Dame. 1931 zog sie sich aus der Filmbranche zurück und wurde Autorin.
Miller war dreimal verheiratet. Ihre erste Ehe mit dem Regisseur Tay Garnett dauerte von 1929 bis 1933. Ihre zweite mit dem Drehbuchautor John Lee Mahin von 1937 bis 1946. Mit dem Geschäftsmann Effingham Smith Deans von 1951 bis zu seinem Tod 1986.
Miller starb 1995 91-jährig in ihrem Haus in Palm Desert.

## Filmografie (Auswahl)
- 1921: Die Kameliendame (Camille)
- 1922: Trimmed
- 1922: Fortune’s Mask
- 1922: Omar the Tentmaker
- 1923: Der Glöckner von Notre-Dame (The Hunchback of Notre Dame)
- 1923: Der Markt der Seelen (Souls for Sale) (Cameo)
- 1924: Wer war der Vater? (Name the Man)
- 1926: Why Girls Go Back Home (Verschollen)
- 1926: So ist Paris (So This Is Paris)
- 1926: Glanz und Elend in Hollywood (Broken Hearts of Hollywood)
- 1927: Der Held des Tages (A Hero for a Night)
- 1927: The First Auto
- 1929: The Aviator
- 1978: Mother

## Autobiographie
1988 veröffentlichte sie ihre Autobiographie My Hollywood: When Both of Us Were Young (ISBN 978-1-59393-489-7).